# Theophilus London
Theophilus London (Ilha de Trinidad, 23 de fevereiro de 1987) é um rapper e cantor trinidadiano-estadunidense.

## Início da vida
London nasceu na ilha de Trinidad, em 23 de fevereiro de 1987, e foi criado no Brooklyn. Mais tarde, mudou-se para os subúrbios de Poconos. [carece de fontes?]

## Gravações
Sua estreia, o EP Lovers Holiday, lançado através Warner Bros Records, em 7 de fevereiro de 2011, contém participações de Dave Sitek, Sara Quin (da dupla Tegan and Sara), Glasser, Dev Hynes e Solange Knowles. Seu primeiro álbum, Timez Are Weird These Days, misturado pelo famoso produtor Dan Carey, foi lançado pela Warner Brothers em 19 de julho de 2011.
Segundo os críticos, "a abordagem de London baseia-se em uma variedade de estilos, de soul-pop e pós-punk até electro e R&B contemporâneo", citando influências que incluem Michael Jackson e Prince, assim como Kraftwerk e The Smiths. A música "Neighbors" está na trilha sonora oficial da 1ª parte da adaptação para os cinemas do livro Amanhecer, da escritora Stephenie Meyer.

## Performances
Em 2011, London atuou no Festival de Cinema de Cannes e foi muito bem recebido London foi um dos artistas de destaque do Northside Festival, no Brooklyn, em junho de 2011. Em 30 de junho de 2011, London atuou no Festival Internacional de Jazz de Montréal. Em resposta, a Montreal Gazette comentou que "Theophilus London [iria] ser grande. e que "ele já [era] tendência há algum tempo."

## Discografia

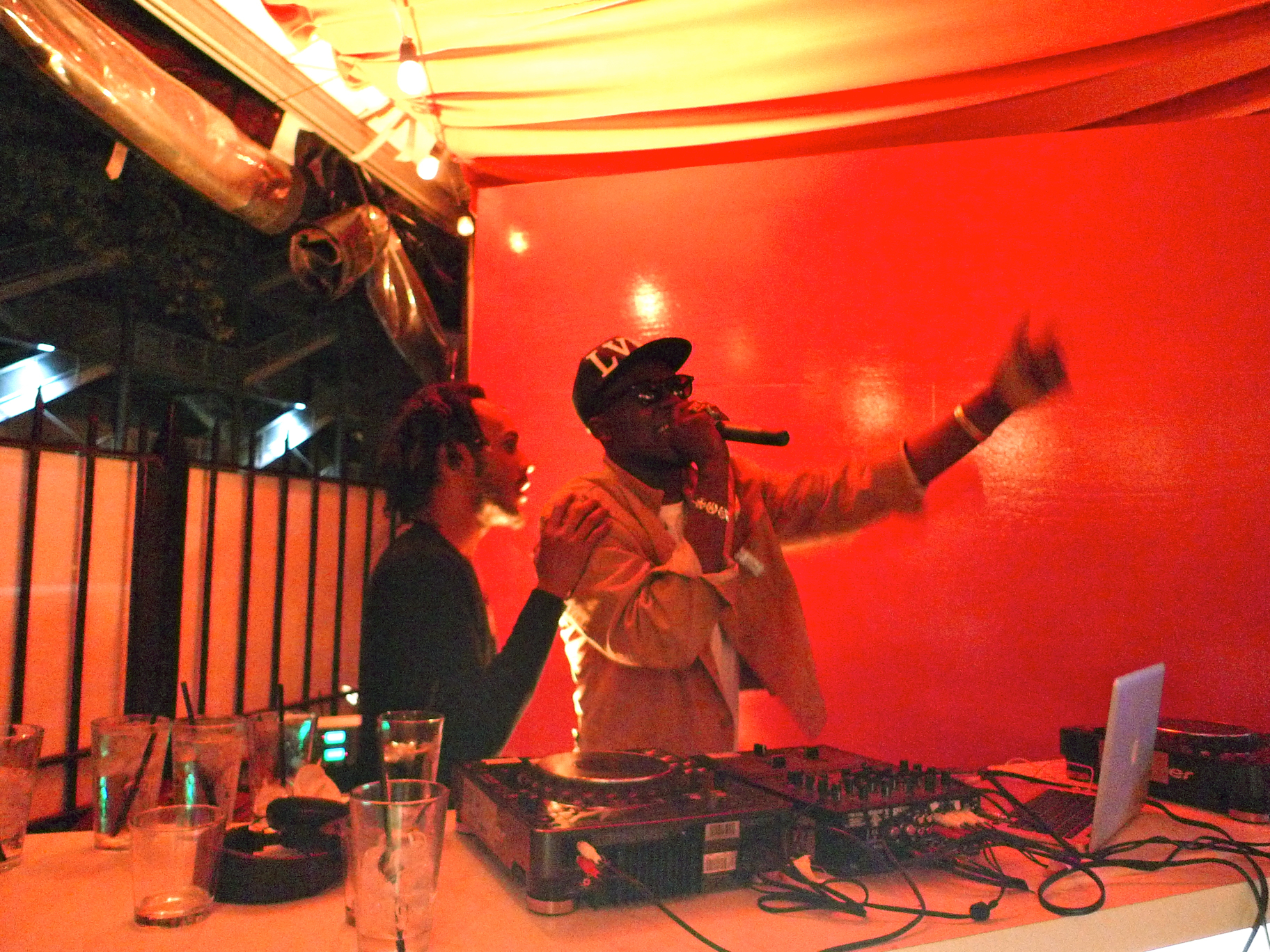
Theophilus London (2011)

### Mixtapes
- 2009: This Charming Mixtape
- 2010: I Want You
- 2012: Rose Island, Vol. 1

### EP
- 2011: Lovers Holiday
- 2014: Lovers Holiday II
- 2019: Lovers Holiday III

### Álbuns
- 2011: Timez Are Weird These Days
- 2014: Vibes
- 2020: Bebey

### Álbuns de remixes
- 2012: Timez Are Weird These Nights